# DICOM
DICOM (z anglického názvu Digital Imaging and Communications in Medicine) je standard pro zobrazování, distribuci, skladování a tisk medicínských dat pořízených snímacími metodami jako jsou CT, MRI či ultrazvuk. Byl vytvořen v roce 1993 výborem DICOM Standard Committee, autorská práva vlastní asociace National Electrical Manufacturers Association (NEMA), která má v tomto výboru své zastoupení.
Standard je velmi rozsáhlý. Je rozdělen na části, které spolu souvisejí, jsou však zpracovány samostatně. Jasně definuje způsob manipulace (například mazání, sdílení po síti) a skladování medicínských dat. DICOM je široce uplatňován v nemocnicích. Umožňuje skenerům, serverům, tiskárnám a dalším zařízením integraci do systému PACS (Picture Archiving and Communication System). Různá medicínská zařízení jasně deklarují, které části DICOM formátu podporují (jedná se o takzvaný conformance statement).
Standard je znám pod označením NEMA PS3 a ISO standard 12052:2006 "Health informatics -- Digital imaging and communication in medicine (DICOM) including workflow and data management".

## Základní části standardu DICOM
- PS 3.1: Introduction and Overview Archivováno 22. 6. 2012 na Wayback Machine.
- PS 3.2: Conformance Archivováno 22. 6. 2012 na Wayback Machine.
- PS 3.3: Information Object Definitions Archivováno 15. 11. 2012 na Wayback Machine.
- PS 3.4: Service Class Specifications Archivováno 24. 7. 2012 na Wayback Machine.
- PS 3.5: Data Structures and Encoding Archivováno 31. 3. 2013 na Wayback Machine.
- PS 3.6: Data Dictionary Archivováno 24. 7. 2012 na Wayback Machine.
- PS 3.7: Message Exchange Archivováno 24. 7. 2012 na Wayback Machine.
- PS 3.8: Network Communication Support for Message Exchange Archivováno 29. 7. 2012 na Wayback Machine.
- PS 3.9: Odstraněna (dříve Point-to-Point Communication Support for Message Exchange)]
- PS 3.10: Media Storage and File Format for Media Interchange Archivováno 29. 7. 2012 na Wayback Machine.
- PS 3.11: Media Storage Application Profiles Archivováno 22. 6. 2012 na Wayback Machine.
- PS 3.12: Media Formats and Physical Media for Media Interchange Archivováno 22. 6. 2012 na Wayback Machine.
- PS 3.13: Odstraněna (dříve Print Management Point-to-Point Communication Support)]
- PS 3.14: Grayscale Standard Display Function Archivováno 22. 6. 2012 na Wayback Machine.
- PS 3.15: Security and System Management Profiles Archivováno 22. 6. 2012 na Wayback Machine.
- PS 3.16: Content Mapping Resource Archivováno 15. 11. 2012 na Wayback Machine.
- PS 3.17: Explanatory Information Archivováno 22. 6. 2012 na Wayback Machine.
- PS 3.18: Web Acces to DICOM Persistent Objects (WADO) Archivováno 22. 6. 2012 na Wayback Machine.
- PS 3.19: Application Hosting Archivováno 1. 4. 2014 na Wayback Machine.
- PS 3.20: Transformation of DICOM to and from HL7 Standards Archivováno 26. 2. 2014 na Wayback Machine.

## Historie
Se zavedením počítačové tomografie (CT) a dalších modalit digitálního diagnostického zobrazování v 70. letech vyvstala potřeba pro vytvoření standardní metody pro přenos snímků a přidružených informací mezi zařízeními vyrobenými různými dodavateli. Tato zařízení produkují škálu různých obrazových formátů. Instituce American College of Radiology a National Electrical Manufacturers Association (NEMA) se v roce 1983 rozhodly vytvořit společný výbor pro tvorbu standardu. Základními myšlenkami byly:
- podporovat komunikaci digitální obrazové informace, bez ohledu na výrobce zařízení
- vývoj skladovacího a komunikačního systému schopného mimo jiné komunikovat s ostatními systémy v nemocničních zařízeních
- umožnění vzniku databází diagnostických informací s možností širokého sdílení

Jejich první standard, ACR/NEMA 300, byl uvolněn v roce 1985. Brzy se však zjistilo, že text není úplně jasný a obsahuje určité vnitřní rozpory. Druhá verze ARC/NEMA 2.0 nabídla navíc podporu příkazů pro zobrazovací zařízení, uvedla nové schéma k identifikaci obrazu a nové prvky pro zlepšení popisu obrazu.
Standard v současné době známý jako DICOM je verzí 3.0 s novým pojmenováním. Poprvé byl zveřejněn výborem DICOM Standard Committee v roce 1993, od té doby je jak standard, tak výbor stále rozšiřován. Ve skutečnosti se jedná o verzi 3.0, avšak označení aktualizací se nyní řídí podle roku vydání, jako například DICOM Standard 2011. Ztělesňuje řadu významných vylepšení předchozích verzí ACR-NEMA standardu:
- aplikovatelný v síťovém prostředí - podporuje běh v síťovém prostředí prostřednictvím standardního síťového protokolu TCP/IP
- aplikovatelný na off-line médiích - fyzických nosičích (například CD-R) nebo logických souborových systémech jako jsou ISO 9660 a počítačový souborový systém (FAT16).
- specifikuje příkazy a způsob výměny dat mezi přístroji prostřednictvím konceptu tříd a sémantických příkazů

## Souborový formát DICOM
V DICOM souboru je kromě obrazových dat obsažena také hlavička s dodatečnými informacemi popisujícími nejenom samotný snímek (z hlediska grafiky), ale i informace o pacientovi, typu vyšetření atp. Díky tomuto způsobu nemohou být informace ohledně pacientů a jejich vyšetřeních omylem zaměněna. Podobný příklad můžeme nalézt třeba u známějšího formátu JPEG, jež může také uchovávat dodatečné popisné atributy.
Prvních 128 bytů souboru je obvykle prázdných, další 4 obsahují DICOM prefix ‘DICM’. Pokračujeme hlavičkou s meta-informacemi uloženými podle následujícího schématu. Každá informace je charakterizována dvojicí hexadecimálních čísel (skupina, prvek), následuje dvoubytová VR (Value Representation – popisuje typ a formát dat), dále délka dat v bytech (informace zabírá taktéž 2 byty) a nakonec data. Příkladem lze uvést prvek (0028,0010) udávající počet řádků pixelů, typem se jedná o US (unsigned short), délka čísla jsou 2 byty a jeho hodnota záleží na velikosti obrázku. Podrobnější popis meta-informací nabízí část 3.5.7 DICOM standardu.
V každém souboru existuje pouze jeden datový objekt (atribut pro data) obsahující samotné pixely, avšak je třeba si uvědomit, že tento objekt může odpovídat jednomu snímku nebo obsahovat celou sérii snímků jednoho pacienta. Obraz může být uložen bez komprese nebo pomocí formátů JPEG, JPEG Lossless, JPEG 2000 a Run-length encoding (RLE).

## Základní služby standardu DICOM

### Storage (Skladování)
Slouží k zaslání DICOM souborů (snímků nebo i strukturovaných zpráv) do skladovacího systému PACS a na pracovní stanici.

### Storage Confirmation (Potvrzení o uložení)
Potvrzuje trvalé uskladnění souboru na pevný disk (CD a další). Klienti a jiná zařízení se tak mohou ujistit, že místní data lze smazat.

### Query/Retrieve (Dotaz a načtení)
První služba postupně vyhledá určený snímek či seznamy snímků a druhá je načte z úložiště PACS.

### Worklist (Seznam vyšetření)
Snímací zařízení (modalita) s touto službou získává schopnost obdržet detaily o vyšetřeních pacienta a díky tomu plánovat další vyšetření. Přitom využívá již načtených informací a eliminuje možnost chyb vzniklých neustálým přepisováním stejných dat. Její doplňková služba je schopná odesílat průběžné zprávy již během probíhajícího vyšetření.

### Print (Tisk)
Obyčejně slouží pro tisk na způsob „rentgenových“ snímků. Pro tiskárny a monitory existuje standardní kalibrace (část DICOM 3.14) k zajištění správného zobrazení.

### Off-line média (DICOM soubory)
Odpovídá části 3.10 standardu a popisuje způsob uložení souborů na vyměnitelných médiích.

## DICOM protokol TCP/IP
Asociace Internet Assigned Numbers Authority (IANA) vyhradila pro přenos přes TCP a UDP následující čísla portů:
- port 104, systémy unixového typu vyžadují použití s privilegii správce počítače
- registrovaný port 2761 používající Integrated Secure Communication Layer (ISCL)
- registrovaný port 2762 používající Transport Layer Security (TLS)
- registrovaný port 11112 používající standardní, otevřenou komunikaci přes TCP či UDP

Standard doporučuje používání těchto portů, ale striktně jej nevyžaduje.